# Lijst van burgemeesters van Arnhem
Dit is een lijst van burgemeesters van de Nederlandse gemeente Arnhem in de provincie Gelderland.
Op 23 oktober 1807 werd Arnhem uitgeroepen tot een van de 'gemeentes der eerste klasse' door koning Lodewijk Napoleon. Van deze gemeentes werd besloten dat ze onder het toezicht van een burgemeester en wethouders zouden worden geplaatst. Op 16 januari 1808 werd Jacob van Eck door koninklijk besluit benoemd tot de eerste burgemeester van Arnhem.
De huidige burgemeester van Arnhem is Ahmed Marcouch.

## Burgemeesters
| Ambtsperiode                 | Portret | Naam burgemeester(s)                                                         | Partij of stroming | Bijzonderheden |
| ---------------------------- | ------- | ---------------------------------------------------------------------------- | ------------------ | --- |
| 16 jan. 1808 - 7 dec. 1815   |         | Mr. J.N. (Jacob) van Eck                                                     |                    | Op 16 januari 1808 benoemd tot eerste burgemeester van Arnhem. Op 4 juli 1810 en 7 december 1815 herbenoemd.                                    |
| 1 jan. 1816 - 1824           |         | Mr. R.J. (Roeland) Bouricius Mr. J.N. (Jacob) van Eck Mr. D. (Derk) Gaijmans |                    | Co-burgemeesters. Elk jaar werd geloot wie het komende jaar als President-Burgemeester zou fungeren.                                            |
| 7 maart 1824 - 20 sept. 1841 |         | Mr. J. (Johan) Weerts                                                        | Oranjegezind       | Benoemd op 7 maart 1824, eervol ontslag op 20 september 1841.                                                                                   |
| 20 sept. 1841 - 1872         |         | Mr. J.J.A.A. (Joan) Baron van Pallandt                                       |                    | Benoemd op 20 september 1841. |
| 30 okt. 1872 - 5 okt. 1884   |         | Mr. F.M.C. (François) Pels Rijcken                                           |                    | Benoemd op 30 oktober 1872. |
| 22 nov. 1884 - 11 juli 1899  |         | Jhr. D.J.A.A. (Diederik) van Lawick van Pabst van Nijevelt                   | liberaal           | Burgemeester van 22 november 1884 tot 11 juli 1899.                                                                                             |
| 1 okt. 1899 - 15 juli 1904   |         | Mr. E.C. (Emile) baron Sweerts de Landas Wyborgh                             | ARP                | Burgemeester van 1 oktober 1899 tot 15 juli 1904.                                                                                               |
| 1 sept. 1904 - 16 maart 1910 |         | Mr. dr. A. (Antonie) baron Röell                                             |                    | Burgemeester van 1 september 1904 tot 16 maart 1910.                                                                                            |
| 1 mei 1910 - 1 april 1920    |         | Mr. A.J.A.A. (Aarnoud) baron van Heemstra                                    |                    | Burgemeester van 1 mei 1910 tot 1 april 1920. Grootvader van Audrey Hepburn, tevens gouverneur van Suriname tussen 1922 en 1928.                |
| 8 mei 1920 - 28 juli 1921    |         | Jhr. mr. D.J. (Dirk) de Geer                                                 | CHU                | Burgemeester van 8 mei 1920 tot 28 juli 1921.                                                                                                   |
| 1 sept. 1921 - 1 juli 1934   |         | Mr. dr. S.J.R. (Salomon) de Monchy                                           | liberaal           | Burgemeester van 1 september 1921 tot 1 juli 1934.                                                                                              |
| 1 sept. 1934 - 27 juli 1944  |         | Mr. H.P.J. (Henri) Bloemers                                                  |                    | was burgemeester van Groningen, afgezet door de Duitsers per 27 juli 1944.                                                                      |
| 17 juli 1944 - 18 sept. 1944 |         | Mr. E.A.A. (Eugène) Liera                                                    | NSB                | Waarnemend burgemeester van 17 juli 1944 tot 18 september 1944.                                                                                 |
| 1 okt. 1944 - 15 april 1945  |         | Mr. A. (Arjen) Schermer                                                      | NSB                | Waarnemend burgemeester van 1 oktober 1944 tot de bevrijding van Arnhem op 14/15 april 1945.                                                    |
| 9 mei 1945 - 1 juli 1969     |         | Mr. C.G. (Chris) Matser                                                      | KVP                | Waarnemend burgemeester van 9 mei 1945 tot 28 juni 1946, beëdiging op 18 mei 1945. Burgemeester van 28 juni 1946 tot 1 juli 1969.               |
| 16 juli 1969 - 15 feb. 1980  |         | Drs. J.A.F. (Hans) Roelen                                                    | VVD                | Burgemeester van 16 juli 1969 tot 15 februari 1980, was burgemeester van Zwolle.                                                                |
| 21 mei 1980 - 1989           |         | Mr. J. (Job) Drijber                                                         | VVD                | Benoemd op 21 mei 1980, was burgemeester van Zwolle.                                                                                            |
| juli 1989 - 2001             |         | Mr. P. (Paul) Scholten                                                       | VVD                | Burgemeester vanaf juli 1989, was burgemeester van Soest.                                                                                       |
| 3 sept. 2001 - 1 juli 2013   |         | Mevr. P.C. (Pauline) Krikke                                                  | VVD                | |
| 19 aug. 2013 - 13 feb. 2017  |         | Drs. H.J. (Herman) Kaiser                                                    | CDA                | Sinds september 2016 met ziekteverlof. Op 13 februari 2017 heeft Kaiser aan de gemeenteraad meegedeeld dat hij niet terugkeert in zijn functie. |
| 7 okt. 2016 - 31 aug. 2017   |         | Mr. B. (Boele) Staal                                                         | D66                | Waarnemend burgemeester vanaf 7 oktober 2016.                                                                                                   |
| 1 sept. 2017 - heden         |         | A. (Ahmed) Marcouch                                                          | PvdA               | |